# Inti Podestá
Inti Podestá Mezzetta (ur. 23 kwietnia 1978 w Montevideo) – urugwajski piłkarz występujący na pozycji pomocnika.

## Kariera klubowa
Podestá karierę rozpoczynał w sezonie 1996 w zespole Danubio. Występował tam do sezonu 1999. W 1999 roku przeszedł do hiszpańskiej Sevilli. W Primera División zadebiutował 22 sierpnia 1999 w zremisowanym 2:2 meczu z Realem Sociedad. W 2000 roku spadł z zespołem do Segunda División. W 2001 roku wrócił z nim do Primera División. 7 grudnia 2003 w wygranym 3:2 spotkaniu z Realem Saragossa strzelił dwa gole, które jednocześnie były jego jedynymi w Primera División. W 2005 roku zakończył karierę.

## Kariera reprezentacyjna
W reprezentacji Urugwaju Podestá zadebiutował 17 czerwca 1999 w wygranym 3:2 towarzyskim meczu z Paragwajem. Jednocześnie było to jedyne spotkanie rozegrane przez niego w drużynie narodowej. W tym samym roku został powołany do kadry na Copa América. Nie zagrał jednak na nim w żadnym spotkaniu, a Urugwaj zajął 2. miejsce w turnieju.